# Sân bay quốc tế Christchurch
Sân bay quốc tế Christchurch (mã sân bay IATA: CHC, mã sân bay ICAO: NZCH) là một sân bay quốc tế phục vụ Christchurch, New Zealand. Sân bay cách trung tâm thành phố Christchurch 12 km về phía tây bắc. Sân bay nằm ở ngoại ô Harewood và được mở cửa năm 1953. Sân bay quốc tế Christchurch có 3 đường băng. Do lượng khách tăng nhanh, nhà ga nội địa đã được nâng cấp với chi phí 200 triệu USD. Năm 2010, sân bay đã phục vụ 6 triệu lượt khách với 143.292 lượt chuyến bay.
Sân bay có thẻ phục vụ máy bay lớn như Boeing 767 còn máy bay lớn hơn như Boeing 777 có thể hạ cánh
.

## Hãng hàng không và tuyến bay
| Hãng hàng không                                      | Các điểm đến |
| ---------------------------------------------------- | --- |
| Air Chathams                                         | Chatham Islands |
| Air New Zealand                                      | Auckland, Brisbane, Dunedin, Gold Coast, Melbourne, Nadi, Queenstown, Sydney, Wellington Theo mùa: Perth, Rarotonga Thuê chuyến: Nagoya-Centrair, Naha, Osaka-Kansai, Port Vila |
| Air New Zealand Link vận hành bởi Air Nelson         | Dunedin, Hamilton, Hokitika, Invercargill, Kapiti Coast, Napier, Nelson, New Plymouth, Palmerston North, Rotorua, Tauranga, Wellington                                          |
| Air New Zealand Link vận hành bởi Eagle Airways      | Blenheim, Hokitika, Nelson |
| Air New Zealand Link vận hành bởi Mount Cook Airline | Dunedin, Hamilton, Invercargill, Napier, Nelson, Palmerston North, Queenstown, Rotorua, Tauranga, Wellington                                                                    |
| China Airlines                                       | Theo mùa: Sydney, Taipei-Taoyuan |
| Emirates                                             | Bangkok-Suvarnabhumi, Dubai-International, Sydney |
| Fiji Airways                                         | Nadi |
| Jetstar Airways                                      | Auckland, Gold Coast, Melbourne, Sydney, Wellington |
| Qantas vận hành bởi Jetconnect                       | Sydney |
| Singapore Airlines                                   | Singapore |
| Virgin Australia                                     | Brisbane, Melbourne, Sydney |

### Hàng hóa
| Hãng hàng không | Các điểm đến                        |
| --------------- | ----------------------------------- |
| Air Freight NZ  | Auckland, Palmerston North          |
| Air Post        | Auckland, Palmerston North, Dunedin |
| Qantas Freight  | Sydney                              |